# (13756) 1998 ST72
A (13756) 1998 ST72 a Naprendszer kisbolygóövében található aszteroida. Eric Walter Elst fedezte fel 1998. szeptember 21-én.